# Inanga

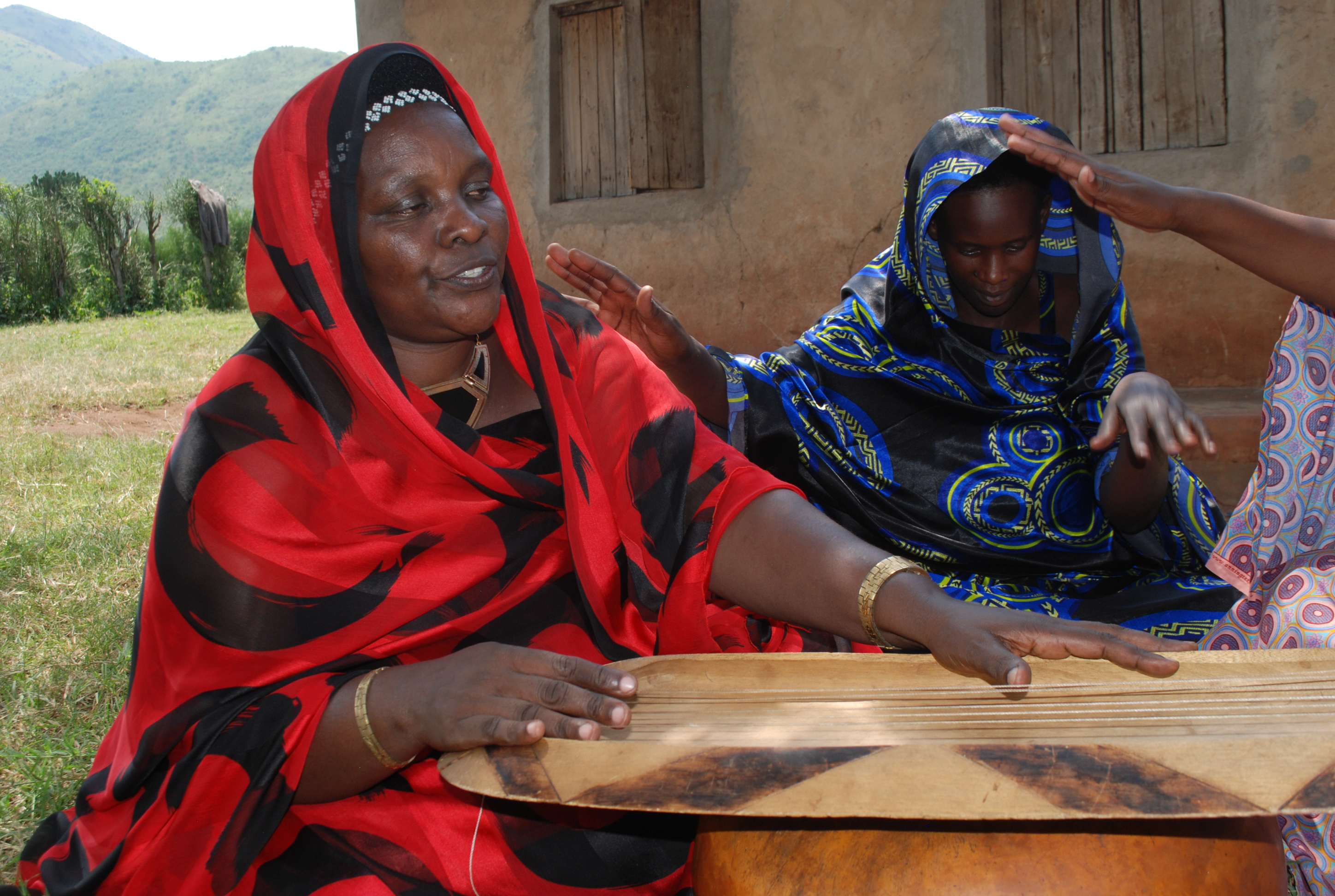
Un spectacle d'inanga à Busongora, en Ouganda.

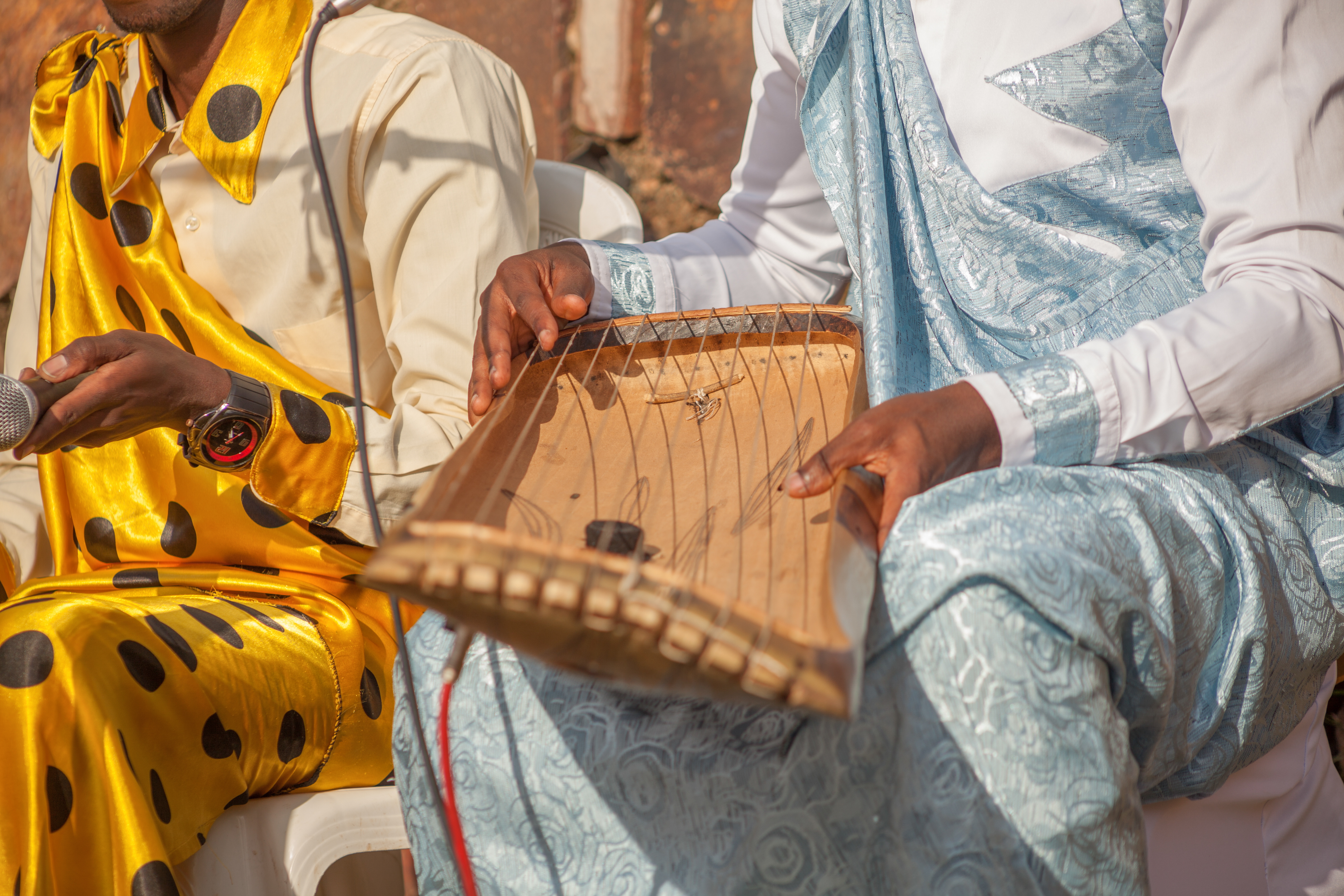
Joueur d'inanga à un mariage à Kigali, Rwanda

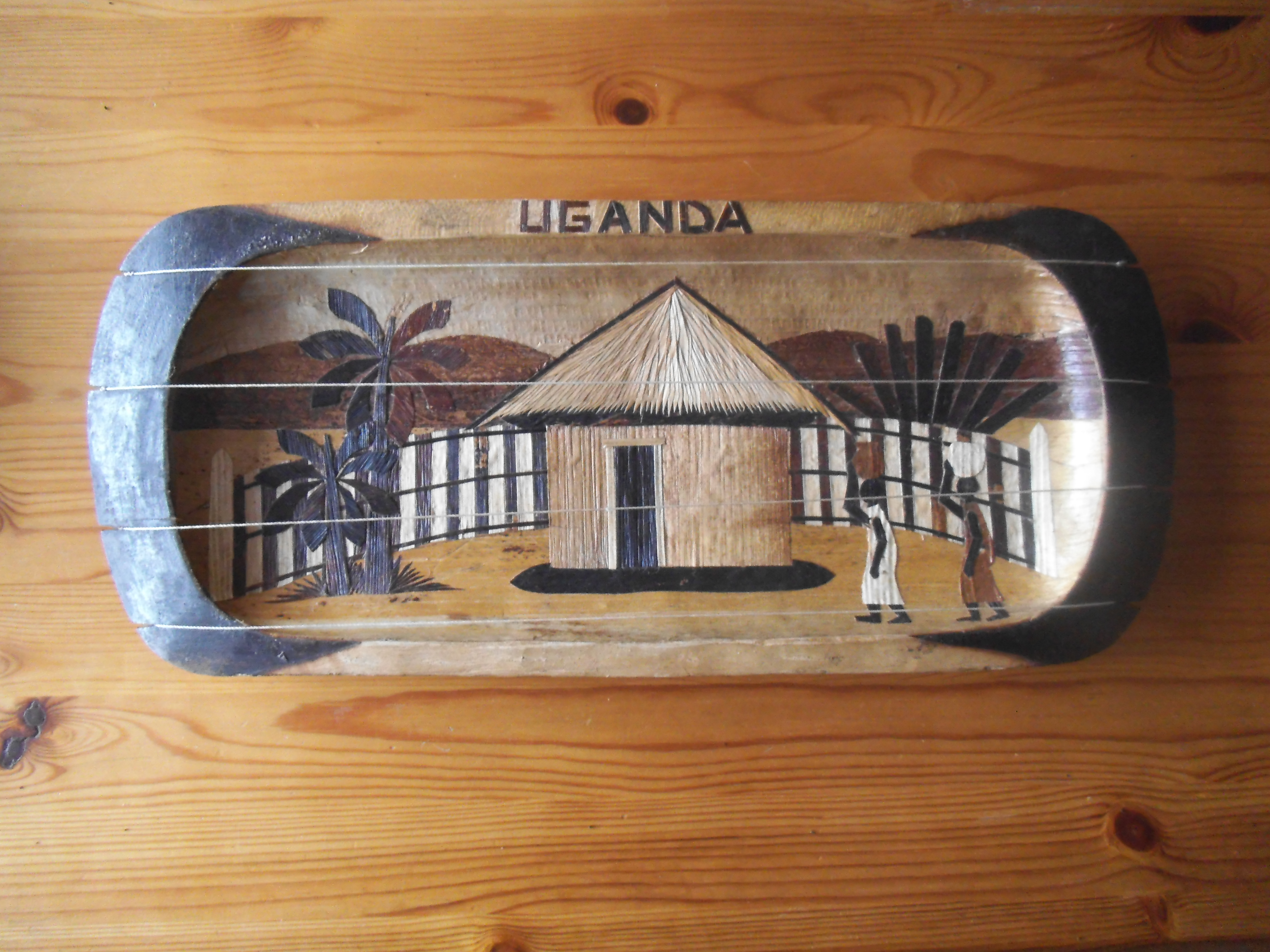
Un inanga souvenir de Kabale, en Ouganda.

L'inanga (également connu sous le nom d'enanga, ennanga, ikivuvu et indimbagazo) est un instrument de musique traditionnel issue de la tradition rwandaise et joué au Rwanda, au Burundi, en Ouganda et dans certaines parties de la République démocratique du Congo. Apparenté à une grande cithare, il se compose d'un tronc d'arbre creusé en forme de cuvette formant une table d'harmonie dont deux des rebords présentent de profondes incisions qui maintiennent en place entre six à huit cordes.

## Construction
Les inangas mesurent entre 75 à 115 cm de longueur, et 25 à 30 cm de largeur. La table d'harmonie est fabriquées en bois d'igihahe (Euphorbia candelabrum), d'umwungo (Polyscias fulva), d'umukoni (Euphorbia umbellata) ou l'umunyare (Euphorbia tirucalli). Elle est ornée de découpes fonctionnelles en forme d'étoile ou d'ovale, appelées « les yeux de l'inanga » et servant à diffuser le son, et de motifs géométriques pyrogravés.
Les cordes ne sont en réalité constituées que d'une seule très longue corde faisant des allers-retours d'un bout à l'autre de la table en passant par les encoches. Elle était traditionnellement en boyaux ou tendons de vache, remplacés de nos jours par du nylon ou du métal. Des bâtons de bois de différents diamètres peuvent être insérés sous chaque longueur de corde, permettant ainsi de les accorder individuellement. Les cordes sont généralement nommées et regroupées comme suit : imihanuro pour les deux cordes supérieures, imirya y'amajwi-ihibongoza pour les cordes du milieu, et imyakiro pour les deux dernières cordes. L'instrument suit une gamme pentatonique.

## Technique de jeu
Le joueur est assis et pose l'instrument sur ses genoux. L’auriculaire de sa main gauche retient l’inanga tandis que les quatre autres doigts de la main gauche pincent les quatre cordes supérieures ; les quatre cordes inférieures sont jouées avec les doigts de la main droite.
L'inanga est habituellement utilisé pour accompagner une voix masculine chantant avec une technique « chantée-chuchotée » (jouant sur l'expiration de souffle, le chanteur révèle à peine sa voix).

## Culture
L'inanga était historiquement joué en solo dans la musique de cour par des chanteurs-instrumentistes professionnels qui s'en accompagnaient pour narrer les louanges et hauts faits des rois ou des chefs. Il accompagnait également de la poésie et des berceuses. Le jeu d'inanga est une activité majoritairement masculine et la plupart des interprètes connus sont des hommes.
Au Burundi, l'inanga est considéré comme le premier instrument inventé dans le pays et était traditionnellement joué pour les mwamis (rois) pendant qu'ils se reposaient la nuit; il était également joué aux vaches, dont on pensait qu'elles en aimaient le son.